# Liste der Biografien/Alr
Liste der Biografien |
Portal Biografien |
Personensuche
# |
A |
B |
C |
D |
E |
F |
G |
H |
I |
J |
K |
L |
M |
N |
O |
P |
Q |
R |
S |
T |
U |
V |
W |
X |
Y |
Z |
?
 
Aa |
Ab |
Ac |
Ad |
Ae |
Af |
Ag |
Ah |
Ai |
Aj |
Ak |
Al |
Am |
An |
Ao |
Ap |
Aq |
Ar |
As |
At |
Au |
Av |
Aw |
Ax |
Ay |
Az
 
Ala |
Alb |
Alc |
Ald |
Ale |
Alf |
Alg |
Alh |
Ali |
Alj |
Alk |
All |
Alm |
Aln |
Alo |
Alp |
Alq |
Alr |
Als |
Alt |
Alu |
Alv |
Alw |
Alx |
Aly |
Alz
Die Liste der Biografien führt alle Personen auf, die in der deutschsprachigen Wikipedia einen Artikel haben. Dieses ist eine Teilliste mit 11 Einträgen von Personen, deren Namen mit den Buchstaben „Alr“ beginnt.

## Alr

### Alra
- Alram († 1122), 15. Abt des Benediktinerstiftes Kremsmünster
- Alram I., Graf von Ortenburg, Graf zu Ortenburg gesessen zu Dorfbach
- Alram II. († 1460), Graf von Ortenburg, Graf von Ortenburg-Dorfbach
- Alram, Maximilian, Pfleger von Valley
- Alram, Michael (* 1956), österreichischer Numismatiker

### Alri
- Alric, Catherine (* 1954), französische SchauspielerinCatherine Alric (* 1954)

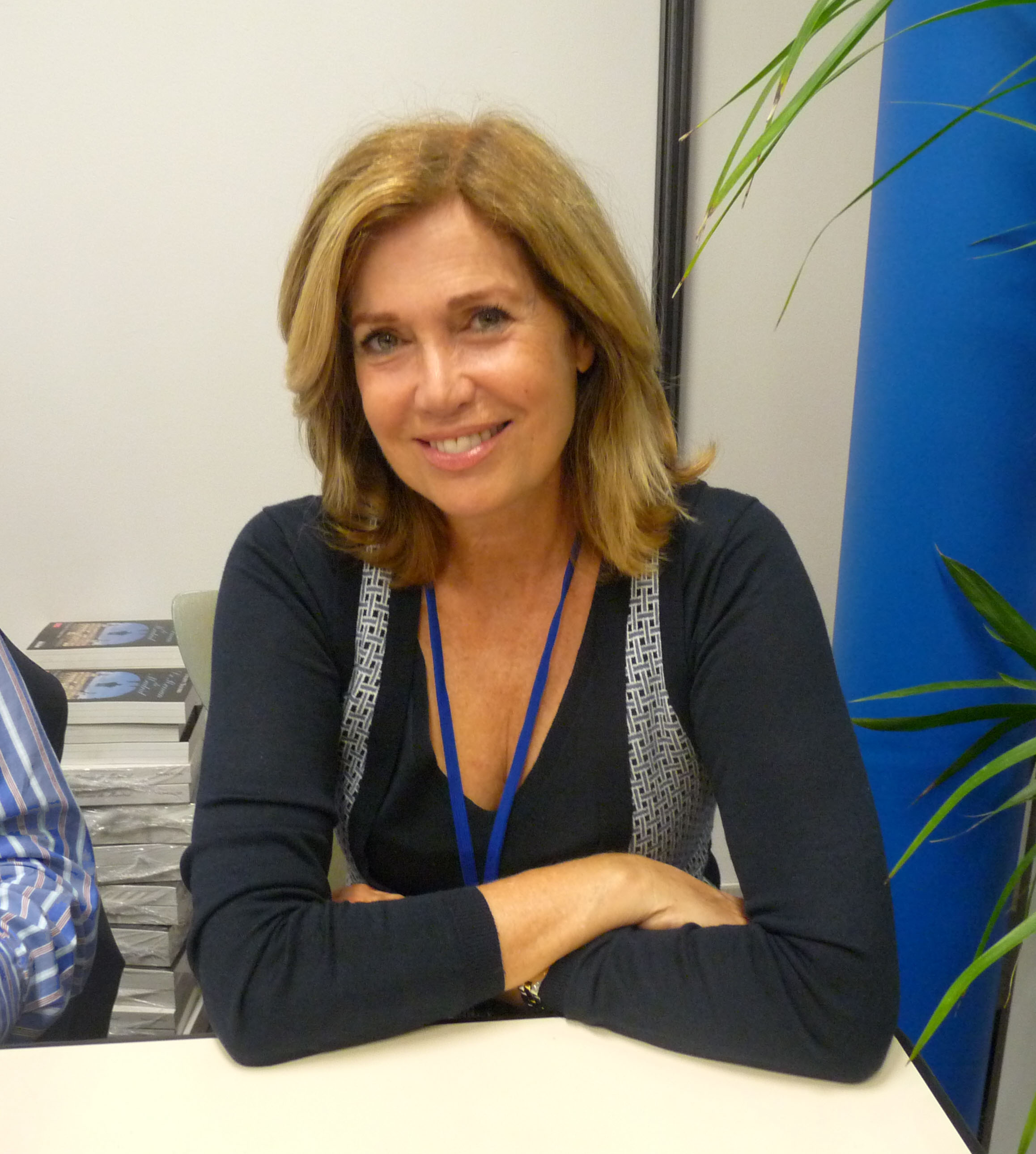
Catherine Alric (* 1954)

### Alro
- Alroy, David, jüdischer Gelehrter und Pseudomessias
- Alroy, John (* 1966), US-amerikanischer Paläontologe und Evolutionsbiologe

### Alru
- Alruna von Cham († 1045), Selige
- Alrutz, Carsten (* 1972), deutscher Fußballspieler
- Alrutz, Dankmar (1950–2024), deutscher Bauingenieur und Verkehrswissenschaftler